# Cécile Pivot
Cécile Pivot, née en 1966 à Paris, est une femme de lettres française.

## Biographie

### Enfance et formation
Née en 1966 à Paris, Cécile Pivot est la fille de Bernard et Monique Pivot,,. Elle a une sœur, Agnès. Elle grandit dans le 17e arrondissement de Paris. Elle passe ses étés dans la maison familiale à Quincié-en-Beaujolais.
Elle fait des études au Centre de formation et de perfectionnement des journalistes.

### Carrière
Elle démarre en 1985 comme assistante de production au Grand Échiquier de Jacques Chancel, émission de l’ORTF. Puis, elle travaille deux ans dans le multimédia à Lyon, au sein d’Infonie, un ancien fournisseur d’accès à internet. Après plusieurs emplois dans des maisons d’édition, elle rejoint ensuite le site internet de L’Express,. Puis, elle travaille en tant que secrétaire générale de la rédaction et rédactrice en chef adjointe du magazine de décoration Maison française,,.
En 2017, elle publie chez Calmann-Levy Comme d'habitude, un témoignage sur l'autisme de son fils Antoine, diagnostiqué du syndrome d'Asperger et âgé de 22 ans à la sortie du livre,. « Le récit de Cécile Pivot vous arrache souvent le cœur. Il est d’autant plus émouvant que cette mère assume ses imperfections. » écrit Sophie Delassein du Nouvel Obs.
En 2018, elle publie chez Flammarion, avec son père Bernard Pivot, Lire !, un essai sur la lecture et le plaisir de lire des livres.
Son premier roman, Battements de cœur, sort en 2019. Il raconte une histoire d'amour entre un homme et une femme, et la vie de cette dernière, mère d'un enfant autiste. Le livre est salué par la critique,. Il reçoit le Prix de littérature 2020 du Lions Club Île-de-France.
En 2020 est publié Les lettres d'Esther, qui raconte l'histoire d'Esther, une libraire du Nord de la France qui ouvre un atelier d'écriture épistolaire. Elle réunit cinq participants, un adolescent perdu, une vieille dame seule, un couple en proie à une dépression post-partum et un homme d’affaires à la recherche de sens, qui finissent par créer des liens à travers les lettres qu'ils s'envoient. Le livre est sélectionné par les libraires pour le Prix Libraires en Seine 2021.
En 2022, elle publie Mon acrobate, qui raconte l'histoire d'un couple perdant sa fille âgée de 8 ans, percutée par un chauffard ivre,.
La même année, elle rejoint Femme Actuelle où elle dirige la rubrique « Livres ». Elle y publie plusieurs fois par mois un article sur ses «  livres coup de cœur du moment »,.

### Vie privée
Elle est mère de trois enfants. Son fils Antoine est une personne autiste. Sa fille Lou a réalisé ses études à Sciences Po.

## Œuvres

### Beau livre
- avec Agnès Pivot, Bernard Pivot - le goût des autres, Calmann-Lévy, 2024 (ISBN 9782702192566)
  - avec un texte de Pierre Assouline

### Essais
- Comme d’habitude, Calmann-Lévy, 2017,  (ISBN 9782702160947)[9].
- avec Bernard Pivot, Lire !, Flammarion, 2018,  (ISBN 9782081416307)[19].
- avec Driss el Kesri, Le Papotin, Kéro, 2019,  (ISBN 9782366584097)[20].

### Romans
- Battements de cœur, Calmann-Lévy, 2019,  (ISBN 9782702165607)[21],[22].
- Les Lettres d’Esther, Calmann-Lévy, 2020,  (ISBN 9782702169070)[12].
- Mon acrobate, Calmann-Lévy, 2022,  (ISBN 9782702184677)[16].

## Prix et récompenses
- Prix de littérature 2020 du Lions Club Île de France pour Battements de cœur[1].